# 8世纪国家领导人列表

## 非洲
- 马库里亚王国 - 
  1. 国王：梅尔库里欧斯（英语：Merkurios of Makuria）（697年－722年）
  2. 国王：Zacharias I（722年－？）
  3. 国王：Simeon（？）
  4. 国王：Abraham（？）
  5. 国王：Markos（？）
  6. 国王：Kyriakos（约747年－768年）
  7. 国王：Khael 或 Mikhael（约785/794年 – 804/813年）
- Nekor王国 - 
  1. 国王：Salih I ibn Mansur（710年－749年）
  2. 国王：al-Mu'tasim ibn Salih（749年－？）
  3. 国王：Idris I ibn Salih（？－760年）
  4. 国王：Sa'id I ibn Idris（760年－803年）
- 摩洛哥 - 伊德里斯·本·阿卜杜拉（788年－791年），伊德里斯王朝開國君主。

## 美洲
- 瑪雅文明
  - 纳兰霍 - 
    1. 瓦克·查尼尔·阿豪（682年－741年）

  - Ixkun -
    1. 8号头骨（？－约790年）
    2. 兔神K（约790年－800年）

  - 基里瓜 -
    1. 卡克·蒂利乌·钱·约帕特（724年－785年）
    2. "Sky Xul"（785年－ 约795年）

  - 卡拉克穆尔 -
    1. Yuknoom Yich'aak K'ahk'（702年－731年）
    2. Yuknoom Tookʼ Kʼawiil（701年－736年）
    3. Wamaw Kʼawiil（736年）
    4. Calakmul Ruler Y（736年）
    5. Great Serpent（约751年）
    6. B'olon K'awiil（771年－约789年）

  - 科潘 -
    1. 瓦沙克拉洪·乌巴·卡维尔（675年－738年）
    2. Ajaw K'ak' Joplaj Chan K'awiil（738年－749年）
    3. Ajaw K'ak' Yipyaj Chan K'awiil（749年－763年）
    4. Yax Pasaj Chan Yopaat（763年－810年之前）

  - 帕伦克 -
    1. Kʼinich Kʼan Joy Chitam II（702年－722年）
    2. K'inich Kan Bahlam II（684年－702年）
    3. K'inich K'an Joy Chitam II（702年－711年）
    4. K'inich Ahkal Mo' Nahb III（721年－约736年）
    5. K'inich Janaab Pakal II（约764年）
    6. K'inich Kan Bahlam II（约751年）
    7. K'inich K'uk' Bahlam II（764年－约783年）
    8. Janaab Pakal III（799年－？）

  - 蒂卡尔 - 
    1. 亚萨苏·尚·卡维尔（英语：Hasaw Chan K'awil）（682年－732年）
    2. Yik'in Chan K'awiil（734年－约746年）
    3. 28th Ruler（约766年－768年）
    4. Yax Nuun Ahiin II（768年－约794年）
    5. Nuun Ujol K'inich（约800年）

## 亚洲
- 中国
  - 武周 - 
    1. 武则天（武瞾），武周皇帝（690年－705年）

  - 唐朝 - 
    1. 唐中宗，唐朝皇帝（705年－710年）
    2. 唐殇帝，唐朝皇帝（710年）
    3. 唐睿宗，唐朝皇帝（710年－712年）
    4. 唐玄宗，唐朝皇帝（712年－756年）
    5. 唐肃宗，唐朝皇帝（756年－762年）
    6. 唐代宗，唐朝皇帝（762年－779年）
    7. 唐德宗，唐朝皇帝（779年－805年）
- 渤海国 - 
  1. 高王大祚荣，震国王（698年－713年）、渤海郡王（713年－719年）
  2. 武王大武艺，渤海郡王（719年－737年）
  3. 文王大钦茂，渤海郡王（737年－762年）、渤海国王（762年－793年）
  4. 废王大元义，渤海国王（793年）
  5. 成王大华玙，渤海国王（793年－794年）
  6. 康王大嵩璘，渤海国王（794年－808年）
- 吐蕃 - 
  1. 赤都松赞，吐蕃赞普（676年－704年）
  2. 拉跋布，吐蕃赞普（704年－705年？）
  3. 赤德祖赞，吐蕃赞普（705年－755年）
  4. 赤松德赞，吐蕃赞普（755年－800年）
  5. 穆尼贊普，吐蕃赞普（797年－798年）
  6. 牟如赞普，吐蕃赞普（800年－804年）
  7. 赤德松赞，吐蕃赞普（798年－800年、802年－815年）
- 后突厥 -  
  1. 迁善可汗，突厥可汗（694年—716年）
  2. 拓西可汗，突厥可汗（716年）
  3. 毗伽可汗，突厥可汗（716年—734年）
  4. 伊然可汗，突厥可汗（734年）
  5. 登利可汗，突厥可汗（734年—741年）
  6. 骨咄叶护可汗，突厥可汗（741年—742年）
  7. 颉跌伊施可汗，突厥可汗（742年—744年）
  8. 乌苏米施可汗，拓西可汗（742年—744年）
  9. 白眉可汗，迁善可汗（744年—745年）
- 回鹘 - 
  1. 怀仁可汗，回纥可汗（744年—747年）
  2. 葛勒可汗，回纥可汗（747年—759年）
  3. 牟羽可汗，回纥可汗（759年—780年）
  4. 长寿天亲可汗，回纥可汗（780年—789年）
  5. 忠贞可汗，回鹘可汗（789年—790年）
  6. 奉诚可汗，回鹘可汗（790年—795年）
  7. 怀信可汗，回鹘可汗（795年—805年）
- 南诏 - 
  1. 皮逻阁，南诏国王（728年－748年）、云南王（737年－748年）
  2. 阁罗凤，南诏国王（748年－779年）
  3. 异牟寻，南诏国王（779年－808年）
- 突骑施  - 
  1. 乌质勒（699？－706年在位）
  2. 娑葛（706年－714年左右）
  3. 苏禄可汗（716年－738年）
  4. 吐火仙可汗（738年－739年）
  5. 尔微特勒（739年－740年）
  6. 莫贺达干（740年－744年）
  7. 伊里底蜜施骨咄禄毗伽（744年－749年）
  8. 移拨（749年－751年）
  9. 登里伊罗蜜施（753年－755年以后）
  10. 阿多裴罗（750年代－760年代）
- 日本
  - 飛鳥時代 - 
    1. 文武天皇，日本天皇（697年－707年）

  - 奈良时代 - 
    1. 元明天皇，日本天皇（707年－715年）
    2. 元正天皇，日本天皇（715年－724年）
    3. 圣武天皇，日本天皇（724年－749年）
    4. 孝谦天皇，日本天皇（749年－758年）
    5. 淳仁天皇，日本天皇（758年－764年）
    6. 称德天皇，日本天皇（764年－770年）
    7. 光仁天皇，日本天皇（770年－781年）

  - 平安时代 - 
    1. 桓武天皇，日本天皇（781年－806年）
- 朝鲜半岛 (统一新罗) - 
  1. 孝昭王，新罗王（692年－702年）
  2. 圣德王，新罗王（702年－737年）
  3. 孝成王，新罗王（737年－742年）
  4. 景德王，新罗王（742年－765年）
  5. 惠恭王，新罗王（765年－780年）
  6. 宣德王，新罗王（780年－785年）
  7. 元圣王，新罗王（785年－799年）
  8. 昭圣王，新罗王（799年－800年）
  9. 哀庄王，新罗王（800年－809年）
- 帕拉瓦王朝 - 
  1. Narasimhavarman II（700年－728年）
  2. Paramesvaravarman II（728年－731年）
  3. Nandivarman II（731年－795年）
  4. Dantivarman（795年－846年）
- 瞿折罗-普腊蒂哈腊王朝 -
  1. Nagabhata I（730年－756年）
  2. Kakustha、Devaraja（760年－780年）
  3. Vatsaraja（780年－800年）
  4. Nagabhata II（800年－833年）

## 中东
- 亚美尼亚 -  
  1. Sembat II Bagratuni（696年－706年）
  2. Muhammad ibn Marwan（696年－705年）
  3. Smbat VI Bagratuni（691年－726年）
  4. Artavazd（726年－732年）
  5. Ashot III the Blind（732年－745年；746年－748年）
  6. Grigor II（745年－746年；748年）
  7. Musel VI（748年－753年）
  8. Sahak III（753年－761年）
  9. Smbat VII（761年－772年）
  10. Tatzates（780年－785年）
- 阿拉伯帝国 - 
  - 倭马亚王朝
    1. 哈里发：阿卜杜勒-马利克·本·马尔万·本·哈卡姆（685年－705年）
    2. 哈里发：瓦利德一世（705年－715年）
    3. 哈里发：苏莱曼一世（715年－717年）
    4. 哈里发：欧麦尔二世（717年－720年）
    5. 哈里发：耶齐德二世（720年－724年）
    6. 哈里发：希沙姆·本·阿卜杜勒-马利克（724年－743年）
    7. 哈里发：韦立德二世（743年－744年）
    8. 哈里发：耶齐德三世（744年）
    9. 哈里发：易卜拉欣（744年）
    10. 哈里发：马尔万二世（744年－750年）

  - 阿拔斯王朝
    1. 哈里发：阿布·阿拔斯·阿卜杜拉·萨法赫·本·穆罕默德（750年－754年）
    2. 哈里发：阿布·加法尔·阿卜杜拉·曼苏尔·本·穆罕默德（754年－775年）
    3. 哈里发：马赫迪一世（775年－785年）
    4. 哈里发：哈迪一世（785年－786年）
    5. 哈里发：哈伦·拉希德（786年－809年）

## 欧洲
- 保加利亚 - 
  1. 可汗：阿斯巴鲁赫（668年－700年）
  2. 可汗：特尔维尔（英语：Tervel of Bulgaria）（695年－721年）
  3. 可汗：科尔梅希（约721年－738年）
  4. 可汗：谢瓦尔（738年－753年或754年）
  5. 可汗：科尔米索什（753年或754年－756年）
  6. 可汗：维涅赫（756年－762年）
  7. 可汗：捷列茨（760年－763年）
  8. 可汗：萨宾（763年－766年）
  9. 可汗：乌莫尔（766年8月－9月）
  10. 可汗：托克图（766年－767年）
  11. 可汗：帕甘（767年－768年）
  12. 可汗：捷列里格（768年－777年）
  13. 可汗：卡尔达姆（777年－803年）
- 伏尔加保加利亚 -
  1. 可汗：Kotrag（665–700年）
  2. 可汗：Irkhan（710年－765年）
  3. 可汗：Tuqyi（765年－815年）
- 拜占庭帝国 -
  1. 皇帝：提比略三世（698年－705年）
  2. 皇帝：查士丁尼二世（705年－711年）
  3. 皇帝：菲利皮科斯（711年－713年）
  4. 皇帝：阿纳斯塔修斯二世（713年－715年）
  5. 皇帝：狄奥多西三世（715年－717年）
  6. 皇帝：利奥三世（717年－741年）
  7. 皇帝：君士坦丁五世（741年－775年）
  8. 皇帝：阿尔塔瓦兹德（741/742年－743年）
  9. 皇帝：利奥四世（775年－780年）
  10. 皇帝：君士坦丁六世（780年－797年）
  11. 皇帝：雅典的伊琳娜（797年－802年）
- 法兰克王国 -
  - 墨洛温王朝：

  1. 法兰克人之王：希爾德貝爾特三世（695年－711年）
  2. 法兰克人之王：达戈贝尔特三世（711年－715年）
  3. 法兰克人之王：希尔佩里克二世（715年－720年）
  4. 法兰克人之王：提乌德里克四世（720年－737年）

  - 墨洛温王朝（加洛林家族）：

  1. 宫相：丕平二世（687年－714年）
  2. 宫相：查理·马特（714年－741年）

  - 加洛林王朝：

  1. 法兰克人之王：查理·马特（737年－741年）

  - 墨洛温王朝：

  1. 法兰克人之王：希尔德里克三世（743年－751年）

  - 加洛林王朝：

  1. 法兰克人之王：矮子丕平（751年－768年）
  2. 法兰克人之王：卡洛曼一世（768年－771年）
  3. 法兰克人之王：查理曼（768年－800年）
  4. 法兰克人之王：青年查理（800年－811年）
  5. 法兰克人皇帝：查理曼（800年－814年）
- 弗里西亚 - 
  1. 雷德白（英语：Radbod, King of the Frisians）（678年－719年）
  2. Bubo（719年－734年）
- 格鲁吉亚（巴格拉季昂王朝） - 
  1. Varazbakur（678年－705年）
  2. 瓜拉姆三世（Guaram III，693年－748年）
  3. 阿特尔奈谢赫三世（Atrnerseh III，748年－760年）
  4. 奈尔斯（Nerse，760年－780年）
  5. 斯特凡诺兹三世（Stephanoz III，780年－786年）
  6. 阿硕特一世（Ashot I，786年－830年）
- 伦巴底王国 -
  1. 柳特珀特（Liutpert）（700年－701年）
  2. 雷金佩特（Raginpert）（701年）
  3. 阿里伯特二世（Aripert II）（701年－712年）
  4. 安斯普兰德（Ansprand）（712年）
  5. 利乌特普兰德（712年－744年）
  6. 希尔德普兰德（Hildeprand）（744年）
  7. 拉奇斯（Ratchis）（744年－749年）
  8. 埃斯托夫（Aistulf）（749年－756年）
  9. 狄西德里乌斯（756年－774年）
- 塞尔维亚 -
  1. 拉季米尔（Ratimir）（700年－730年）
  2. 乌伊谢斯拉夫王子（Кнез Вишеслав）（？－780年）
  3. 拉多斯拉夫王子（Кнез Радослав）（？－约800年）
- 威尼斯共和国 - 
  1. 威尼斯总督：保罗·吕齐奥·阿纳法斯托（697年－717年）
  2. 威尼斯总督：马塞洛·特加利亚诺（717年－726年）
  3. 威尼斯总督：奥尔索·伊帕托（726年－742年）
  4. 军事长官：多米尼库·列奥·阿布罗加提（738年）
  5. 军事长官：菲利切·科尼奥拉（739年）
  6. 军事长官：迪奥达托·奥尔索（740年）
  7. 军事长官：乔维亚诺·切潘尼克·伊帕托（741年）
  8. 军事长官：乔凡尼·法布里齐亚克（742年）
  9. 威尼斯总督：特奥达托·伊帕托（742年－755年）
  10. 威尼斯总督：加拉·卢帕尼奥（755年－756年）
  11. 威尼斯总督：多门尼克·莫内加里奥（756年－764年）
  12. 威尼斯总督：毛里齐奥·加尔拜尔（764年－787年）
  13. 威尼斯总督：乔凡尼·加尔拜尔（787年－804年）
- 西哥特王国 - 
  1. Ergica（687年－702年）
  2. Wittiza（702年－710年）
  3. 罗德里克（710年－711年）
  4. 阿吉拉二世（Achila II）（711年－714年）
- 西班牙（阿斯图里亚斯王国）- 
  1. 佩拉约（718年－737年）
  2. 法維拉（737年－739年）
  3. 阿方索一世（739年－757年）
  4. 弗魯埃拉一世（757年－768年）
  5. 奧雷利歐（768年－774年）
  6. 希羅（774年－783年）
  7. 馬烏雷加托（783年－788年）
  8. 貝爾穆多一世（788年－791年）
  9. 阿方索二世（791年－842年）

- 爱尔兰 - 
  1. 爱尔兰高王（英语：List of High Kings of Ireland）：Loingsech mac Óengusso（694年－703年）
  2. 爱尔兰高王：Congal Cennmagair（703年－710年）
  3. 爱尔兰高王：Fergal mac Máele Dúin（710年－722年）
  4. 爱尔兰高王：Fogartach mac Néill（722年－724年）
  5. 爱尔兰高王：Cináed mac Írgalaig（723年－728年）
  6. 爱尔兰高王：Flaithbertach mac Loingsig（728年－730年）
  7. 爱尔兰高王：Áed Allán（730年－738年）
  8. 爱尔兰高王：Domnall Midi（739年－758年）
  9. 爱尔兰高王：Niall Frossach（759年－765年）
  10. 爱尔兰高王：Donnchad Midi（766年－792年）
  11. 爱尔兰高王：Áed Oirdnide（793年－819年）

  - 康诺特（英语：Kings of Connacht） - 
    1. Muiredach Muillethan（697年－702年）
    2. Cellach mac Rogallaig（702年－705年）
    3. Indrechtach mac Dúnchado（705年－707年）
    4. Indrechtach mac Muiredaig（707年－723年）
    5. Domnall mac Cellaig（723年－728年）
    6. Cathal mac Muiredaig（728年－735年）
    7. Áed Balb mac Indrechtaig（735年－742年）
    8. Forggus mac Cellaig（742年－756年）
    9. Ailill Medraige mac Indrechtaig（756年－764年）
    10. Dub-Indrecht mac Cathail（764年－768年）
    11. Donn Cothaid mac Cathail（768年－773年）
    12. Flaithrí mac Domnaill（773年－777年）
    13. Artgal mac Cathail（777年－782年）
    14. Tipraite mac Taidg（782年－786年）
    15. Cináed mac Artgail（786年－792年）
    16. Colla mac Fergusso（792年－796年）
    17. Muirgius mac Tommaltaig（796年－815年）

  - Uí Maine - 
    1. Seachnasach（691年－711年）
    2. Dluthach mac Fithcheallach（711年－738年）
    3. Cathal Maenmaighe（738年－745年）
    4. Ailello hui Daimine（745年－749年）
    5. Inreachtach mac Dluthach（749年－750年）
    6. Aedh Ailghin（750年－767年）
    7. Dunchadh ua Daimhine（767年－780年）
    8. Conall mac Fidhghal（780年－782年）
    9. Duncadho mac Duib Da Tuadh（782年－784年）
    10. Amhalgaidh（784年－786年）
    11. Ailell mac Inreachtach（786年－791/799年）
    12. Dub Dá Leithe mac Tomaltach（791/799年－816年）

  - 伦斯特 -
    1. Cellach Cualann（693年－715年）
    2. Murchad mac Brain Mut（715年－727年）
    3. Dúnchad mac Murchada（727年－728年）
    4. Fáelán mac Murchado（728年－738年）
    5. Bran Becc mac Murchado（738年）
    6. Áed mac Colggen（738年）
    7. Muiredach mac Murchado（738年－760年）
    8. Cellach mac Dúnchada（760年－776年）
    9. Ruaidrí mac Fáeláin（776年－785年）
    10. Bran Ardchenn（785年－795年）
    11. Fínsnechta Cethardec（795年－808年）

  - Ulaid - 
    1. Fergus（689年－704年）
    2. Bécc Bairrche mac Blathmaic（689年－707年）
    3. Cú Chuarán mac Dúngail Eilni（707年－708年）
    4. Áed Róin（708年－735年）
    5. Cathussach mac Ailello（735年－749年）
    6. Bressal mac Áedo Róin（749年－750年）
    7. Fiachnae mac Áedo Róin（750年－789年）
    8. Tommaltach mac Indrechtaig（789年－790年）
    9. Eochaid mac Fiachnai（790年－810年）
- 英格兰（七国时代）- 
  - 不列颠的统治者（Bretwalda）
    1. 麦西亚的埃塞尔雷德（英语：Æthelred of Mercia）（675年－704年在位，死于716年）
    2. 麦西亚的埃塞尔博尔德（716年－757年在位）
    3. 麦西亚的奥法（757年－796年在位）
    4. 麦西亚的琴伍尔夫（796年－821年在位）

  - 东盎格利亚王国 - 
    1. 埃尔德伍尔夫（英语：Ealdwulf of East Anglia）（663年－713年）
    2. 埃尔夫瓦尔德（713年－749年）
    3. Beonna, Co-King (749年－约760年）
    4. Alberht, Co-King (749年－约760年）
    5. Æthelred I, Sub-King (760年代－770年代）
    6. Æthelberht II（约779年－794年）
    7. Offa（约796年）
    8. Eadwald（约796年－约800年）

  - 埃塞克斯王国 -
    1. 西赫赫德（英语：Sigeheard of Essex）（694年－709年）
    2. 萨瓦夫瑞德（英语：Swæfred of Essex）（694年－709年）
    3. Offa（709年）
    4. Saelred（709年－746年）
    5. Swæfberht（715年－738年）
    6. Swithred（746年－758年）
    7. Sigeric（758年－798年）
    8. Sigered（798年－812年）

  - 肯特王国 - 
    1. 威特瑞德（英语：Wihtred of Kent）（690年－725年）
    2. Eadbert一世（725年－748年）
    3. Æthelbert二世（725年－762年）
    4. Eardwulf
    5. Eadberht II（约762年）
    6. Sigered（约762年）
    7. Eanmund
    8. Heaberht（约764年－765年）
    9. Egbert II（约765年－779年）
    10. Ealhmund（约784年）
    11. Eadberht III Præn（796年－798年）
    12. Cuthred（797/798年－807年）

  - 默西亚王国 - 
    1. 埃塞尔雷德（英语：Æthelred of Mercia）（675年－704年）
    2. Cenred（704年－709年）
    3. Ceolred（709年－716年）
    4. Ethelbald（716年－757年）
    5. Beornred（757年）
    6. Offa（757年－796年）
    7. Ecgfrith（796年）
    8. Coenwulf（796年－821年）

  - 诺森布里亚王国 - 
    1. 阿尔德弗里思（英语：Aldfrith of Northumbria）（685年－704年）
    2. Eadwulf（704年－705年）
    3. Osred I（705年－716年）
    4. Coenred（716年－718年）
    5. Osric（718年－729年）
    6. Ceolwulf（729年－737年）
    7. Eadberht（737/738年－758年）
    8. Oswulf（758年－759年）
    9. Æthelwald Moll（759年－765年）
    10. Ealhred（765年－774年）
    11. Æthelred I（774年－779年）
    12. Ælfwald I（788年－790年）
    13. Osred II（790年－796年）
    14. Osbald（796年）
    15. Eardwulf（796年－806/808年）

  - 萨塞克斯王国 -
    1. 内特尔姆（英语：Nothelm of Sussex）（在世期692年－725年）
    2. 沃茨（英语：Watt of Sussex）（在世期692年－725年）
    3. Aethelstan（约714年）
    4. Æthelbert（725年－750年）
    5. Osmund（约760年－772年）
    6. Oswald（约772年）
    7. Oslac（约765年－772年）
    8. Ealdwulf（约765年－约791年）
    9. Ælfwald（约765年－772年）

  - 韦塞克斯王国 - 
    1. 伊尼（688年－726年）
    2. Æthelheard（726年－740年）
    3. Cuthred（740年－756年）
    4. Sigeberht（756年－757年）
    5. Cynewulf（757年－786年）
    6. Beorhtric（786年－802年）
- 苏格兰
  - Dál Riata王国 - 
    1. Selbach mac Ferchair（700年－723年）
    2. Dúngal mac Selbaig（723年－726年）
    3. Eochaid mac Echdach（726年－733年）
    4. Muiredach mac Ainbcellaig（733年－736年）
    5. Alpín mac Echdach
    6. Eógan mac Muiredaig
    7. Indrechtach mac Fiannamail（？－741年）
    8. Áed Find（768年之前－778年）
    9. Fergus mac Echdach（778年－781年）
    10. Eochaid mac Áeda Find
    11. Caustantín mac Fergusa

  - Strathclyde王国 - 
    1. Bili II（694年－722年）
    2. Teudebur of Alt Clut（722年－752年）
    3. Rotri（750年－754年）
    4. Dumnagual III（754年－760年）
    5. Eugein II(760年－780年）
    6. Riderch II（780年－798年）
    7. Cynan（798年－816年）

  - 皮克特王国 - 
    1. 布吕德·马克·德里列（英语：Bridei IV of the Picts）（696/7年－706年）
    2. Bridei四世（696/7年－706年）
    3. Nechtan mac Der-Ilei（706年－724年）
    4. Drest七世（724年－726年）
    5. Alpín一世（726年－728年）
    6. Drest七世（728年－729年）
    7. 安格斯一世（729年－761年）
    8. Bridei V（761年－763年）
    9. Ciniod I（763年－775年）
    10. Alpín II（775年－778年）
    11. Talorgan II（778年－782年）
    12. Drest VIII（782年－783年）
    13. Conall（785年－789年）
    14. Constantine (I)（789年－820年）
- 威尔士 -
  - Gwynedd王国 - 
    1. 伊德沃尔·罗巴克（英语：Idwal Roebuck）（682年－720年）
    2. Idwal Iwrch（682年－720年）
    3. Rhodri Molwynog（720年－754年）
    4. Caradog ap Meirion（约754年－约798年）
    5. Cynan Dindaethwy ap Rhodri（约798年－816年）

  - Powys王国
    1. Gwylog ap Beli（695年－725年）
    2. Elisedd ap Gwylog（725年－755年）
    3. Brochfael ap Elisedd（约755年－773年）
    4. Cadell ap Brochfael（773年－808年）